# Projekt 1124 Albatros
Projekt 1124 Albatros (ryska: Альбатрос, NATO-rapporteringsnamn: Grisja-klass är en serie ubåtsjaktkorvetter byggda för Sovjetunionens flotta mellan 1968 och 1994. 17 fartyg byggdes också för KGB:s gränsbevakning.

## Bakgrund
I början av 1960-talet hade den sovjetiska flottan ett ökat behov av fartyg för ubåtsjakt och eskort i kustnära vatten. De fartygstyper som fanns tillgängliga, Projekt 204 och Projekt 122bis, var omoderna och klent beväpnade. Därför behövde man en ny fartygstyp med tillräckligt deplacement för att kunna bära både en effektiv uppsättning sensorer och vapen för ubåtsjakt och dessutom vapen för självskydd.

## Utveckling
År 1963 gav chefen för Sovjetunionens flotta, Sergej Gorsjkov, fartygstillverkaren i Zelenodolsk i uppdrag att konstruera ett fartyg som uppfyllde flottans krav. För att kunna patrullera under långa perioder i låg fart och ändå kunna genomföra anfall i hög fart valdes ett kombinerat maskineri med två dieselmotorer för uthålligheten och en gasturbin för hög fart. Storleken sattes till 800 ton för att maskineriet på 38 000 hk skulle kunna få upp fartyget i 36 knop.
När de slutliga ritningarna godkändes 1964 hade deplacementet ökat till 900 ton, främst på grund av tillägget av luftvärnsrobotar och behovet av att höja fribordet för att uppnå bättre sjövärdiget. Trots det var topphastigheten fortfarande 35 knop. Det första fartyget sjösattes i Zelenodolsk i oktober 1968.
Kombinationen av hög uthållighet och hög maxfart gjorde fartyget intressant även för KGB:s gränsbevakning. 1972 beslutade Leonid Brezjnev att ytterligare tjugo fartyg skulle byggas för KGB (bara sjutton kom dock att levereras). Dessa fartyg som fick beteckningen Projekt 1124P (P = Pograitjnyj, ”gräns”) saknade luftvärnssystemet Osa-M och dess eldledningsradar MPZ-301 Baza. I stället hade de ytterligare en AK-725 med dubbla 57 mm-kanoner. Ytterligare en skillnad från flottans fartyg var att gränsbevakningsfartygen hade namn och inte bara sifferbeteckningar.
Från och med trettonde fartyget byttes eldledningsradarn MR-103 Bars (NATO-beteckning Muff Cob) ut mot den modernare MR-123 Vympel (NATO: Bass Tilt). Den placerades inte på samma ställe, utan på en upphöjd plattform längre förut närmare skorstenen. Där den gamla radarn satt placerades i stället en 30 mm AK-630 gatlingkanon.
År 1976 togs initiativet till en förbättrad version. Huvudskälet var att 57 mm-pjäserna var för klena och hade för kort räckvidd för att effektivt kunna användas mot ytfartyg. Därför ersattes 57 mm-pjäserna av en 76 mm-kanon. Denna modell som fick beteckningen Projekt 1124M (M = Modifikatsij, ”modifierad”) började byggas 1982. Produktionen av de tre sista fartygen för gränsbevakningen som ännu inte var levererade ställdes om till denna nya modell och levererades till flottan i stället. Ytterligare fem fartyg från KGB byggdes om till 1124M och fördes över till flottan.

## Varianter
- Projekt 1124 (Grisja I) – De första tolv fartygen byggda 1968–1974.
- Projekt 1124P (Grisja II) – Version för KGB:s gränsbevakning. Av 20 beställda byggdes 17. Fem modifierades senare till 1124M och fördes över till flottan.
- Projekt 1124 (Grisja III) – Version med AK-630 och MR-123 Vympel. 34 byggda. Notera att dessa inte har någon särskild beteckning i det ryska systemet.
- Projekt 1124K (Grisja IV) – Testplattform med luftvärnssystemet 3K95 Kinzjal.
- Projekt 1124M (Grisja V) – Moderniserad version där AK-725:an är utbytt mot den grövre och kraftigare AK-176. 30 byggda 1985–1994. Dessa har ofta sin ena RBU-6000 bortmonterad för att öka stabiliteten.

## Fotnoter
1. ↑  Grisja är en kortform av det ryska mansnamnet Gregorij)